# Suore del Getsemani
Le Suore del Getsemani sono un istituto religioso femminile di diritto pontificio: le appartenenti a questa congregazione sono popolarmente dette Manzelliane o Manzelline.

## Storia

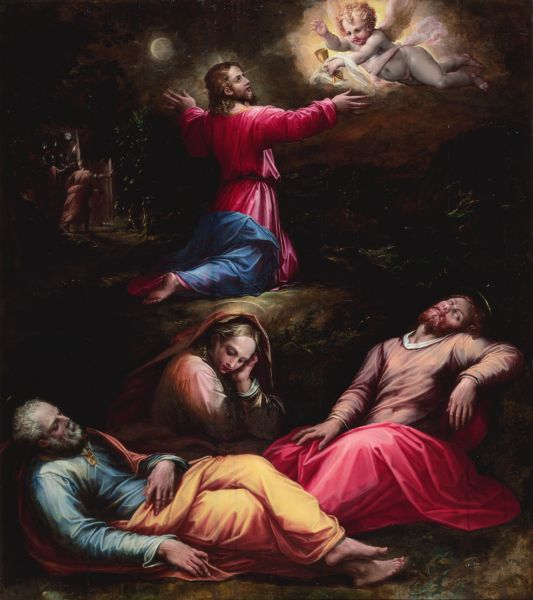
Gesù nel Getsemani: dipinto di Giorgio Vasari

L'istituto venne fondato dal sacerdote Giovanni Battista Manzella (1855-1937): originario di Soncino, membro della Congregazione della Missione, svolse intenso apostolato in Sardegna, dove si occupò della formazione del clero, della predicazione delle missioni popolari e della fondazione di orfanotrofi e ospedali.
Con l'aiuto di Angela Marongiu (1854-1936), il giorno di Pentecoste del 1927 fondò l'istituto delle suore del Getsemani per l'educazione delle fanciulle del popolo.
La congregazione ottenne l'approvazione diocesana il 3 ottobre del 1938 e ottenne il riconoscimento di istituzione di diritto pontificio con pro-decreto di lode del 17 febbraio 1958.

## Attività e diffusione
La spiritualità delle Suore del Getsemani è incentrata sul culto della passione di Cristo, in particolare del mistero dell'agonia nell'orto degli ulivi; le religiose si dedicano all'educazione della gioventù femminile e dei bambini, alla gestione di asili, orfanotrofi e consultori.
Oltre che in Italia, sono presenti anche in Madagascar. La sede generalizia è a Sassari.
Al 31 dicembre 2005 l'istituto contava 86 religiose in 20 case.